# عبد الله بن سعد بن عبد العزيز آل سعود
عبد الله بن سعد بن عبد العزيز آل سعود؛ (22 جمادى الأول 1407 هـ / 23 يناير 1987) أمير سعودي ولد بمدينة برشلونة الإسبانية وهو الابن السابع من أبناء الأمير سعد بن عبد العزيز آل سعود، ووالدته الأميرة نورة بنت عبد اللطيف بن فيصل نادرشاه

## حياته ودراسته
ترعرع وتلقى تعليمه في مدينة جدة وحصل على شهادة الثانوية العامة، بعد ذلك انتقل ليدرس في الولايات المتحدة الأمريكية ليحصل على الباكالوريوس في العلوم السياسية من إحدى جامعاتها.

## الجوائز
في سنة 2010 حصل الأمير على جائزة أفضل شاعر عربي منحته إياها إحدى الجرائد الأردنية، وفي سنة 2012 كرمته إحدى الجمعيات الخيرية السعودية على دعمه المادي الكبير لها في إطار جهودها لمساعدة وخدمة الأطفال ذوي الاحتياجات الخاصة.